# Platorish flavitarsis
Espèce
Synonymes
- Hemicloea flavitarsis Koch, 1875

Platorish flavitarsis est une espèce d'araignées aranéomorphes de la famille des Trachycosmidae.

## Distribution
Cette espèce est endémique d'Australie. Elle se rencontre en Nouvelle-Galles du Sud, dans le Territoire de la capitale australienne et au Victoria.

## Description
Le mâle décrit par Platnick en 2002 mesure 7 mm et la femelle 9 mm.

## Systématique et taxinomie
Cette espèce a été décrite sous le protonyme Hemicloea flavitarsis par L. Koch en 1875. Elle est placée dans le genre Pyrnus par Simon en 1880 puis dans le genre Platorish par Platnick en 2002.

## Publication originale
- L. Koch, 1875 : Die Arachniden Australiens. Nürnberg, vol. 1, p. 577-740 (texte intégral).